# NGC 3127
NGC 3127 este o emission-line galaxy⁠(d) situată în constelația Hidra. A fost descoperită în 1 ianuarie 1886 de către Francis Leavenworth. Se află la o distanță de 65,85 de megaparseci de Pământ.